# 베르누이 수
수론에서, 베르누이 수(Bernoulli數, 영어: Bernoulli numbers)는 거듭제곱수의 합이나 탄젠트의 멱급수 전개 따위의 다양한 공식에 등장하는 유리수 수열이다. 야코프 베르누이와 세키 다카카즈가 비슷한 시기에 독립적으로 발견하였다.

## 정의
베르누이 수열 {\displaystyle B_{n}}은 다음과 같은 생성함수로 정의할 수 있다.
{\displaystyle {\frac {t}{\exp(t)-1}}=\sum _{n=0}^{\infty }{\frac {B_{n}t^{n}}{n!}}}
보다 일반적으로, 다음이 성립한다.
{\displaystyle {\frac {te^{xt}}{e^{t}-1}}=\sum _{n}{\frac {t^{n}}{n!}}\sum _{k=0}^{n}{\binom {n}{k}}B_{n-k}x^{k}}
따라서, 베르누이 수열 {\displaystyle B_{0},B_{1},B_{2},\dots }은 다음과 같다.
1, −1/2, 1/6, 0, −1/30, 0, 1/42, 0, −1/30, …
여기서 분자는 (OEIS의 수열 A027641)이며, 분모는 (OEIS의 수열 A027642)이다.
일부 저자들은 첫 베르누이 수를 {\displaystyle -1/2} 대신 {\displaystyle +1/2}로 사용하기도 한다. 여기서는 이를 {\displaystyle {\tilde {B}}}로 표기하자.
{\displaystyle {\tilde {B}}_{i}=(-1)^{i}B_{i}={\begin{cases}+1/2&i=1\\B_{n}&i\neq 1\end{cases}}}
{\displaystyle {\frac {t}{1-\exp(-t)}}=\sum _{n=0}^{\infty }{\frac {{\tilde {B}}_{n}t^{n}}{n!}}}

### 베르누이 다항식

베르누이 다항식. 점차 사인 또는 코사인에 수렴하는 것을 알 수 있다.

베르누이 수 {\displaystyle B_{n}}가 주어졌을 때, 이로부터 다음과 같은 베르누이 다항식(영어: Bernoulli polynomial) {\displaystyle B_{n}(x)\in \mathbb {Q} [x]}을 정의할 수 있다.
{\displaystyle B_{n}(x)=\sum _{k=0}^{n}{\binom {n}{k}}B_{n-k}x^{k}}
이는 아펠 다항식열을 이룬다.
그렇다면, 베르누이 수는 베르누이 다항식으로부터 다음과 같이 얻을 수 있다.
{\displaystyle B_{n}=B_{n}(0)}
{\displaystyle {\tilde {B}}_{n}=B_{n}(1)}

## 성질
{\displaystyle B_{1}=-1/2}을 제외하고, 홀수차 베르누이 수는 모두 0이다. 4의 배수차 베르누이 수는 음수이며, 4의 배수가 아닌 짝수차 베르누이 수는 양수이다.
{\displaystyle \operatorname {sgn} B_{n}={\begin{cases}-1&n=1\\0&1\neq n\equiv 1,3{\pmod {4}}\\-1&n\equiv 0{\pmod {4}}\\+1&n\equiv 2{\pmod {4}}\end{cases}}}

### 생성 함수
베르누이 다항식의 생성 함수는 다음과 같다.
{\displaystyle \sum _{n=0}^{\infty }B_{n}(x){\frac {t^{n}}{n!}}={\frac {t\exp(xt)}{\exp(t)-1}}}
따라서, 베르누이 수의 생성 함수는 다음과 같다.
{\displaystyle \sum _{n=0}^{\infty }B_{n}{\frac {t^{n}}{n!}}={\frac {t}{\exp t-1}}}
{\displaystyle \sum _{n=0}^{\infty }{\tilde {B}}_{n}{\frac {t^{n}}{n!}}={\frac {t\exp t}{\exp t-1}}}

### 대칭
베르누이 다항식은 다음 항등식들을 만족시킨다.
{\displaystyle B_{n}(1-x)=(-1)^{n}B_{n}(x)\qquad n\geq 0}
{\displaystyle (-1)^{n}B_{n}(-x)=B_{n}(x)+nx^{n-1}}

### 삼각 함수의 멱급수
베르누이 수는 탄젠트 및 코탄젠트의 매클로린 급수에 등장한다.
{\displaystyle \tan x=\sum _{n=1}^{\infty }{\frac {(-1)^{n-1}2^{2n}(2^{2n}-1)B_{2n}x^{2n-1}}{(2n)!}}\qquad (|x|<\pi /2)}
{\displaystyle \cot x=\sum _{n=0}^{\infty }{\frac {(-1)^{n}2^{2n}B_{2n}x^{2n-1}}{(2n)!}}}
마찬가지로, 쌍곡 탄젠트의 매클로린 급수는 다음과 같다.
{\displaystyle \tanh x=\sum _{n=1}^{\infty }{\frac {2^{2n}(2^{2n}-1)B_{2n}}{(2n)!}}\;x^{2n-1}\qquad (|x|<\pi /2)}

### 푸리에 급수
베르누이 다항식의 푸리에 급수는 다음과 같다.
{\displaystyle B_{n}(x)=-{\frac {n!}{(2\pi i)^{n}}}\sum _{k\not =0}{\frac {e^{2\pi ikx}}{k^{n}}}=-2n!\sum _{k=1}^{\infty }{\frac {\cos \left(2k\pi x-{\frac {n\pi }{2}}\right)}{(2k\pi )^{n}}}}
따라서, 베르누이 다항식은 다음과 같이 사인 또는 코사인으로 수렴하는 것을 알 수 있다.
{\displaystyle {\frac {(2\pi )^{n}}{n!}}B_{n}(x)=-2\cos \left(2\pi x-{\frac {n\pi }{2}}\right)+O(2^{-n})}

### 제타 함수와의 관계

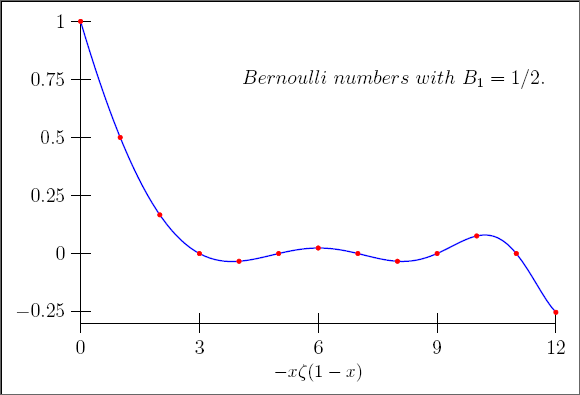
의 그래프

베르누이 수는 리만 제타 함수의 특수한 값이다.
{\displaystyle {\tilde {B}}_{n}=(-)^{n}B_{n}=-n\zeta (1-n)=-{\frac {2}{(2\pi )^{n}}}\sin \left(\pi (1-n)/2\right)n!\zeta (n)}
따라서, 리만 제타 함수는 베르누이 수의 복소수 {\displaystyle n}에 대한 해석적 연속으로 볼 수 있다.
{\displaystyle n=0}일 경우 리만 제타 함수는 극을 갖지만, 이 경우 다음과 같이 극한을 취할 수 있다.
{\displaystyle {\tilde {B}}_{0}=B_{0}=1=\lim _{n\to 0}-n\zeta (1-n)}
{\displaystyle {\tilde {B}}_{1}=-B_{1}=-2\lim _{n\to 1}{\frac {\sin(\pi (1-n)/2)}{(2\pi )^{n}}}n!\zeta (n)=1/2}
따라서, 스털링 공식에 따라 짝수차 베르누이 수의 절댓값에 대하여 다음과 같은 점근 공식이 성립한다.
{\displaystyle |B_{2n}|={\frac {2(2n)!}{(2\pi )^{2n}}}\zeta (2n)\sim 4{\sqrt {\pi n}}\left({\frac {n}{\pi e}}\right)^{2n}\qquad (n\gg 1)}
보다 일반적으로, 베르누이 다항식은 후르비츠 제타 함수 {\displaystyle \zeta (s,q)}의 특수한 값이다.
{\displaystyle B_{n}(x)=-n\zeta (1-n,x)}
{\displaystyle {\tilde {B}}_{n}=B_{n}(1)=-n\zeta (1-n,1)=-n\zeta (1-n)}
따라서, 후르비츠 제타 함수는 베르누이 다항식의 복소수 {\displaystyle n}에 대한 해석적 연속으로 볼 수 있다.

### 스털링 수와의 관계
베르누이 다항식과 베르누이 수는 제2종 스털링 수와 하강 포흐하머 기호로 다음과 같이 나타낼 수 있다.
{\displaystyle B_{n+1}(x)=B_{n+1}+\sum _{k=0}^{n}{\frac {n+1}{k+1}}\left\{{n \atop k}\right\}x^{\underline {k+1}}}
{\displaystyle B_{n}=\sum _{k=0}^{k}(-1)^{k}{\frac {k!}{k+1}}\left\{{n \atop k}\right\}}
이 경우 {\displaystyle B_{1}=-1/2}이 된다.
반대로, 하강 포흐하머 기호를 베르누이 다항식으로 다음과 같이 나타낼 수 있다.
{\displaystyle x^{\underline {n+1}}=\sum _{k=0}^{n}{\frac {n+1}{k+1}}\left[{n \atop k}\right]\left(B_{k+1}(x)-B_{k+1}\right)}
여기서 {\displaystyle \textstyle [{n \atop k}]}는 제1종 스털링 수이다.

### 거듭제곱수의 합
임의의 자연수 {\displaystyle m}과 {\displaystyle n}에 대하여, 처음 {\displaystyle n}개의 {\displaystyle m}제곱수들의 합은 다음과 같다.
{\displaystyle \sum _{k=1}^{n}k^{m}={\frac {1}{m+1}}\sum _{k=0}^{m}(-1)^{k}{\binom {m+1}{k}}B_{k}n^{m+1-k}={\frac {1}{m+1}}\left(B_{m+1}(n+1)-B_{m+1}(0)\right)}
이를 베르누이 공식(Bernoulli公式, 영어: Bernoulli’s formula) 또는 파울하버 공식(영어: Faulhaber’s formula)이라고 한다. 예를 들어, {\displaystyle m=1}일 경우, 1부터 {\displaystyle n}까지의 자연수의 합인 삼각수 공식을 얻을 수 있다.
{\displaystyle 1+2+3+\cdots +n={\frac {1}{2}}(B_{0}n^{2}-2B_{1}n^{1})={\frac {1}{2}}(n^{2}+n)}
{\displaystyle m=2,3}일 경우, 제곱수·세제곱수의 합 공식을 얻을 수 있다.
{\displaystyle 1^{2}+2^{2}+3^{2}+\cdots +n^{2}={\frac {1}{3}}(B_{0}n^{3}-3B_{1}n^{2}+3B_{2}n^{1})={\frac {1}{3}}\left(n^{3}+{\frac {3}{2}}n^{2}+{\frac {1}{2}}n\right)}
{\displaystyle 1^{3}+2^{3}+3^{3}+\cdots +n^{3}={\frac {1}{4}}(B_{0}n^{4}-4B_{1}n^{3}+6B_{2}n^{2}-4B_{3}n^{1})={\frac {1}{4}}(n^{4}+2n^{3}+n^{2})}
베르누이 공식은 음계산법을 통하여 간단하게 적을 수 있다. 우선, 음변수 {\displaystyle {\mathsf {b}}}에 대하여 다음과 같은 선형 범함수를 정의하자.
{\displaystyle L\colon {\mathsf {b}}^{n}\mapsto B_{n}}
그렇다면
{\displaystyle L\colon (a+{\mathsf {b}})^{n}\mapsto B_{n}(a)}
가 된다. 따라서,
{\displaystyle \sum _{k=1}^{n}k^{m}={\frac {1}{m+1}}L\left((n+1+{\mathsf {b}})^{m+1}-{\mathsf {b}}^{m+1}\right)=L\int _{\mathsf {b}}^{{\mathsf {b}}+n+1}x^{m}\,dx}
이다.

### 알고리즘
베르누이 수를 계산하는 효율적인 알고리즘들이 알려져 있으며, {\displaystyle B_{n}}를 계산하는 가장 빠른 알려진 알고리즘의 시간 복잡도는
{\displaystyle O(n^{2}\log ^{2+\epsilon }n)}
이다.

### 수론적 성질
폰 슈타우트-클라우젠 정리(영어: von Staudt–Clausen theorem)에 따르면, 모든 양의 정수 {\displaystyle n}에 대하여, 만약 {\displaystyle B_{n}\neq 0}이라면 다음이 성립한다.
{\displaystyle B_{n}+\sum _{(p-1)\mid n}{\frac {1}{p}}\in \mathbb {Z} }
여기서 {\displaystyle \textstyle \sum _{(p-1)\mid n}}은 {\displaystyle p-1}이 {\displaystyle n}의 약수가 되는 모든 소수 {\displaystyle p}에 대한 합이다. 즉, {\displaystyle B_{n}\neq 0}의 분모는 {\displaystyle \textstyle \prod _{(p-1)\mid n}p}이다.
소수 {\displaystyle p}에 대하여 다음 두 조건이 서로 동치이며, 이를 만족시키는 소수를 정규 소수이라고 한다.
- {\displaystyle p\nmid B_{2n}\qquad \forall 2n\in \{2,4,6,\dots ,p-3\}}
- {\displaystyle p\nmid h_{\mathbb {Q} (\zeta _{p}))}}. 여기서 {\displaystyle h_{K}}는 {\displaystyle K}의 유수이며, {\displaystyle \mathbb {Q} (\zeta _{p})}는 원분체이다.

이를 정규 소수의 쿠머 조건(영어: Kummer’s criterion)이라고 한다.

## 표
낮은 차수의 베르누이 수는 다음과 같다. (OEIS의 수열 A367), (OEIS의 수열 A2445)
| n  | Bn        |
| -- | --------- |
| 0  | 1         |
| 1  | −1/2      |
| 2  | 1/6       |
| 4  | −1/30     |
| 6  | 1/42      |
| 8  | −1/30     |
| 10 | 5/66      |
| 12 | −691/2730 |
| 14 | 7/6       |
| 16 | −3617/510 |
| 18 | 43867/798 |

낮은 차수의 베르누이 다항식은 다음과 같다.
{\displaystyle B_{0}(x)=1}
{\displaystyle B_{1}(x)=x-{\frac {1}{2}}}
{\displaystyle B_{2}(x)=x^{2}-x+{\frac {1}{6}}}
{\displaystyle B_{3}(x)=x^{3}-{\frac {3}{2}}x^{2}+{\frac {1}{2}}x}
{\displaystyle B_{4}(x)=x^{4}-2x^{3}+x^{2}-{\frac {1}{30}}}
{\displaystyle B_{5}(x)=x^{5}-{\frac {5}{2}}x^{4}+{\frac {5}{3}}x^{3}-{\frac {1}{6}}x}
{\displaystyle B_{6}(x)=x^{6}-3x^{5}+{\frac {5}{2}}x^{4}-{\frac {1}{2}}x^{2}+{\frac {1}{42}}}

## 역사

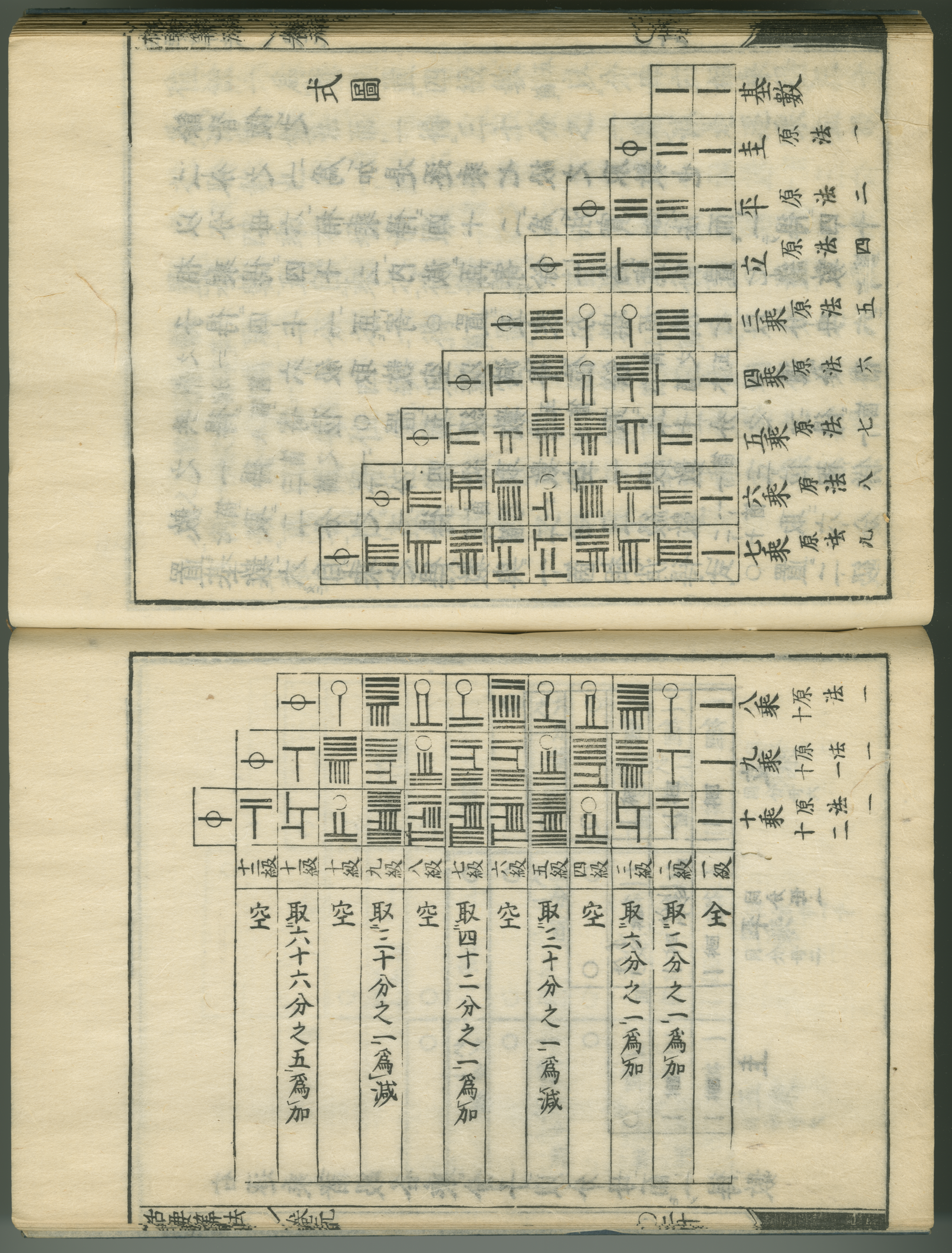
세키의 《괄요산법》

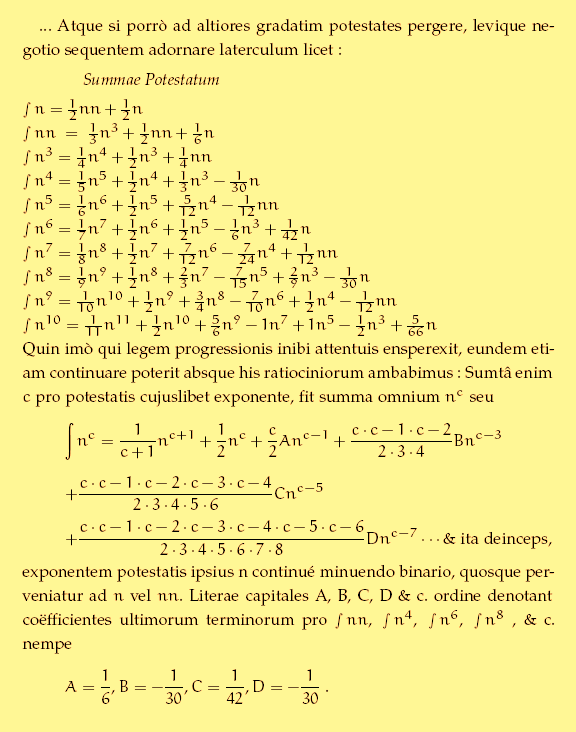
베르누이의 《추측술》 97쪽 (현대적으로 재조판)

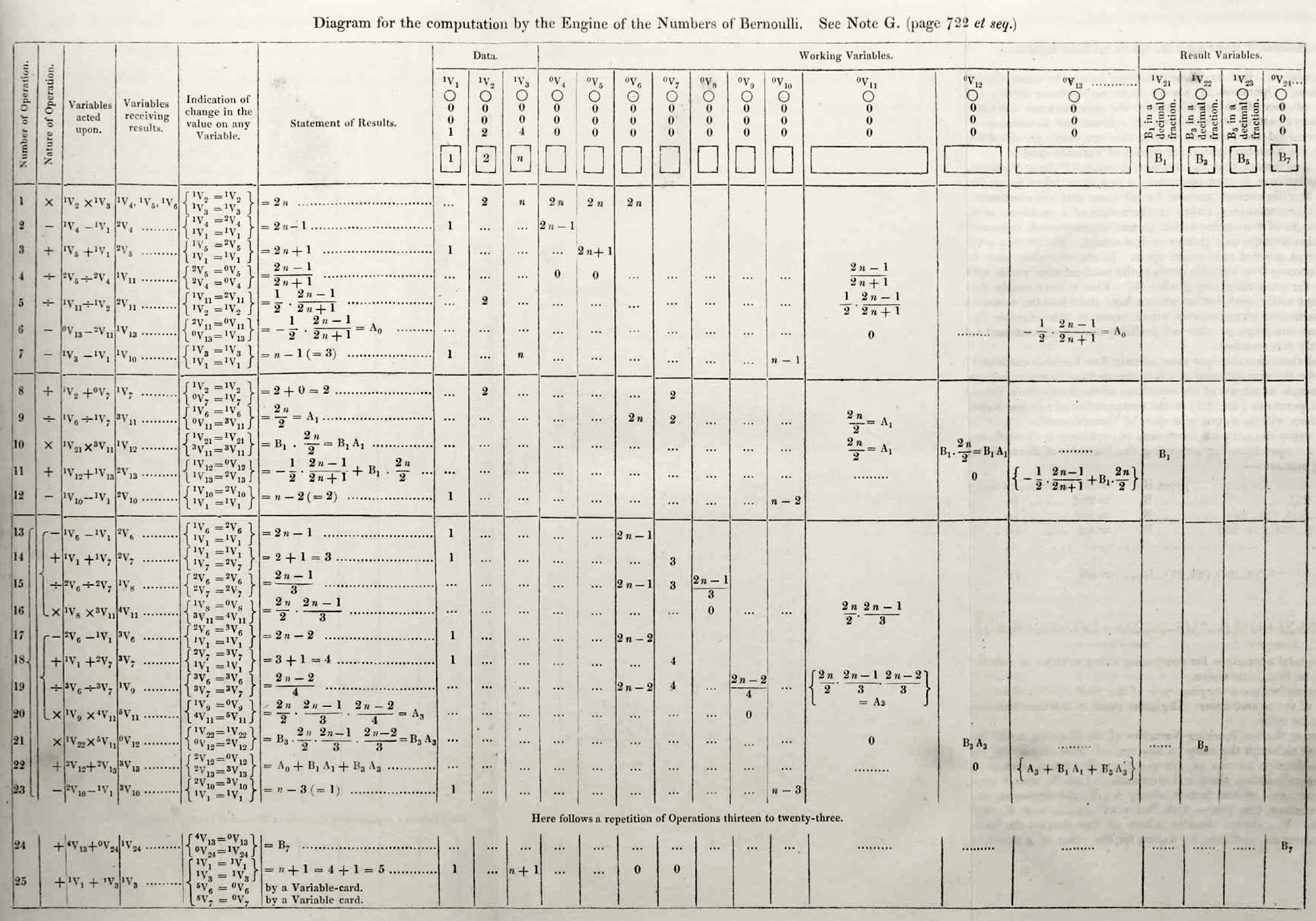
러브레이스의 베르누이 수 계산 프로그램. 이는 세계 최초의 컴퓨터 프로그램이다.

1631년에 요한 파울하버(독일어: Johann Faulhaber, 1580~1635)는 거듭제곱수의 합을 계산하는 알고리즘을 출판하였다. 파울하버의 알고리즘은 효율적이지만, 파울하버는 이를 베르누이 수를 통하여 나타내지 않았다. 이에 대하여 도널드 커누스는 다음과 같이 적었다.
| “ | 파울하버는 베르누이 수를 발견하지 않았다. 즉, 그는 하나의 상수열 {\displaystyle B_{0},B_{1},B_{2},\dots }에 대하여 임의의 거듭제곱수의 합에 대한 똑같은 공식 {\displaystyle \sum n^{m}={\frac {1}{m+1}}\left(B_{0}n^{m+1}-{\binom {m+1}{1}}B_{1}n^{m}+{\binom {m+1}{2}}B_{2}n^{m-1}-\cdots +(-1)^{m}{\binom {m+1}{m}}B_{m}n\right)} 이 성립한다는 것을 알지 못했다. 예를 들어, 그는 {\displaystyle \textstyle \sum n^{m}}을 {\displaystyle N}에 대한 다항식에서 {\displaystyle n}에 대한 다항식으로 변환하면 계수들의 거의 절반이 0이 된다는 사실을 언급하지 않았다. Faulhaber never discovered the Bernoulli numbers; i.e., he never realized that a single sequence of constants {\displaystyle B_{0},B_{1},B_{2},\dots } would provide a uniform {\displaystyle \sum n^{m}={\frac {1}{m+1}}\left(B_{0}n^{m+1}-{\binom {m+1}{1}}B_{1}n^{m}+{\binom {m+1}{2}}B_{2}n^{m-1}-\cdots +(-1)^{m}{\binom {m+1}{m}}B_{m}n\right)} for all sums of powers. He never mentioned, for example, the fact that almost half of the coefficients turned out to be zero after he had converted his formulas for {\displaystyle \textstyle \sum n^{m}} from polynomials in {\displaystyle N} to polynomials in {\displaystyle n}. | ” |
|   | — |   |

세키 다카카즈(1642~1708)는 1712년 사후에 출판된 《괄요산법》(일본어: 括要算法 가쓰요산포[*])에 거듭제곱수의 합에 대한 일반 공식 및 베르누이 수를 제시하였다. 《괄요산법》에는 산가지로 표기된 파스칼 삼각형 밑에 다음과 같이 처음 12개의 베르누이 수가 수록돼 있다.
| 一級   | 全                       |
| 二級   | 取㆓二分之一㆒爲㆑加     |
| 三級   | 取㆓六分之一㆒爲㆑加     |
| 四級   | 空                       |
| 五級   | 取㆓三十分之一㆒爲㆑減   |
| 六級   | 空                       |
| 七級   | 取㆓四十二分之一㆒爲㆑加 |
| 八級   | 空                       |
| 九級   | 取㆓三十分之一㆒爲㆑減   |
| 十級   | 空                       |
| 十一級 | 取㆓六十六分之五㆒爲㆑加 |
| 十二級 | 空                       |
즉, 분수 {\displaystyle k/n}은 n分之k로 표시돼 있고, 부호는 양수일 경우 爲加, 음수일 경우 爲減로 표시돼 있다. (㆑, ㆒, ㆓와 같은 부호는 간분의 가에리텐(일본어: 返り点)이다.)
세키와 거의 동시에, 야코프 베르누이는 1713년 사후에 출판된 저서 《추측술》(라틴어: Ars Conjectandi 아르스 코녝탄디[*]) 2부 3장 97쪽에 거듭제곱수의 합의 일반 공식을 제시하였지만, 증명하지 않았다. 이 책에서 베르누이는 다음과 같이 적었다.
| “ | 이 표를 사용하여 처음 1000개의 10제곱수들의 합이 91 409 924 241 424 243 424 241 924 242 500 임을 계산하는 데 ⅛시간조차 걸리지 않았다. 이로부터 이즈마엘 불리오(프랑스어: Ismaël Boulliau)의 저서 《무한 산술에 대하여》(라틴어: Opus novum ad arithmeticam infinitorum)가 얼마나 쓸모없는지를 알 수 있다. 이 두꺼운 책에서 그는 엄청난 노동을 통해 처음 6개의 항의 합을 계산하였는데, 이는 이 책에서 1쪽도 안 되는 계산의 일부분에 불과하다. Huius laterculi beneficio intra ſemi-quadrantem horæ reperi, quòd poteſtates decimæ ſive quadrato-ſurſolida mille primorum numerorum ab unitate in ſummam collecta efficiunt 91̦409̦924̦241̦424̦243̦424̦241̦924̦242500. E quibus apparet, quàm inutilis cenſenda ſit opera Iſmaëlis Bulialdi, quam conſcribendo tam ſpiſſo volumini Arithmeticæ ſuae Infinitorum impendit, ubi nihil præſtitit aliud, quàm ut primarum tantum ſex potestatum ſummas (partem ejus quot unicâ nos conſecuti ſumus paginâ) immenso labore demonstratas exhiberet. | ” |
|   | — :98 |   |

1830년대에 레온하르트 오일러와 콜린 매클로린은 오일러-매클로린 공식을 발견하면서 베르누이 수를 재발견하였다. 아브라암 드무아브르와 레온하르트 오일러는 "베르누이 수"라는 표현을 최초로 사용하였다. 1834년에 카를 구스타프 야코프 야코비는 베르누이 공식을 엄밀하게 증명하였다.
에이다 러브레이스는 1843년에 찰스 배비지의 해석기관에 대한 책의 주석 G(영어: Note G)에 베르누이 수를 계산하는 알고리즘을 기술하였다. 이 주석 G는 세계 최초의 컴퓨터 프로그램으로 여겨진다.
폰 슈타우트-클라우젠 정리는 카를 게오르크 크리스티안 폰 슈타우트(독일어: Karl Georg Christian von Staudt)와 토마스 클라우젠(독일어: Thomas Clausen) 이 1840년에 독자적으로 발견하였다.
정규 소수의 쿠머 조건은 에른스트 쿠머가 1850년에 증명하였다.

## 같이 보기
- 벨 수
- 오일러 수
- 베르누이 다항식
- 멱급수
- 테일러 급수
- 급수 (수학)
- 계승 (수학)

## 참고 문헌
1. ↑  Fee, Greg; Simon Plouffe (2007). “An efficient algorithm for the computation of Bernoulli numbers” (영어). arXiv:math/0702300. Bibcode:2007math......2300F.
2. ↑  Knuth, Donald E.; T. J. Buckholtz (1967). “Computation of Tangent, Euler, and Bernoulli Numbers”. 《Mathematics of Computation》 (영어) 21 (100): 663–688. doi:10.2307/2005010. ISSN 0025-5718. JSTOR 2005010.
3. ↑  Kaneko, M. (2000). “The Akiyama–Tanigawa algorithm for Bernoulli numbers”. 《Journal of Integer Sequences》 (영어) 12: 29. Bibcode:2000JIntS...3...29K.
4. 1 2  Harvey, David (2008). “A multimodular algorithm for computing Bernoulli numbers”. 《Mathematics of Computation》 (영어) 79 (272): 2361–2370. arXiv:0807.1347. doi:10.1090/S0025-5718-2010-02367-1. MR 2684369. 2016년 3월 4일에 원본 문서에서 보존된 문서. 2015년 10월 23일에 확인함.
5. ↑  Faulhaber, Johann (1631). 《Academia Algebræ, Darinnen die miraculoſiſche Inventiones / zu den höchſten Coſſen weiters continuirt vnd profitiert werden. Dergleichen zwar bor 15. Jahren den Gelehrten auff allen Vniverſiteten in gantzem Europa proponiert, darauff continuiert, auch allen Mathematicis inn der gantzen weiten Welt dediciert, aber bißhero / noch nie ſo hoch / biß auff die regulierte / Zenſicubiccubic Coß / durch offnen Truck publiciert worden. Welcher vorgeſetzet ein kurtz Bedencken / Was einer für Authores nach ordnung gebrauchen ſolle / welcher die Coß fruchtbarlich / bald / auch fundamentaliter lehrnen vnd ergreiffen will》 (독일어). 아우크스부르크: bey Johann Ulrich Schönigf. / In verlag Johann Remelins / Runst- vnd Buch-händlers.
6. ↑  Knuth, Donald E. (1993). “Johann Faulhaber and sums of powers”. 《Mathematics of Computation》 (영어) 61 (203): 277–294. arXiv:math/9207222. Bibcode:1993MaCom..61..277K. doi:10.1090/S0025-5718-1993-1197512-7. JSTOR 2152953.
7. ↑  関 孝和 (1712). 《括要算法》 (일본어). 荒木 村英 편집, 大高 由昌 교정. 에도: 升屋 五郎右衛門. OCLC 868144029.
8. 1 2  Bernoulli, Jacobus (1713). 《Ars conjectandi, opus posthumum. Accedit tractatus de seriebus infinitis, et epistola Gallicè ſcripta de ludo pilæ reticularis》 (라틴어). 바젤: Impensis Thurnisiorum, fratrum.
9. ↑  Saalschütz, Louis (1898). 《Vorlesungen über die Bernoullischen Zahlen, ihren zusammenhang mit den secanten-coefficienten und ihre wichtigeren anwendungen》 (독일어). 베를린: Verlag von Julius Springer. doi:10.1007/978-3-662-41193-3. ISBN 978-3-662-40711-0.
10. ↑  Jacobi, C. G. J. (1834). “De usu legitimo formulae summatoriae Maclaurinianae”. 《Journal für die reine und angewandte Mathematik》 (라틴어) 1834 (12): 263–272. doi:10.1515/crll.1834.12.263. ISSN 0075-4102.
11. ↑  Menabrea, Luigi Federico (1843). 《Sketch of the Analytical Engine invented by Charles Babbage, Esq.》 (영어). Augusta Ada King, Countess of Lovelace 역 및 주석 추가. 런던: Richard and John E. Taylor.
12. ↑  von Staudt, Karl Georg Christian (1840). “Beweis eines Lehrsatzes, die Bernoullischen Zahlen betreffend”. 《Journal für die reine und angewandte Mathematik》 (독일어) 1840 (21): 372–374. doi:10.1515/crll.1840.21.372. ISSN 0075-4102.
13. ↑  Clausen, Thomas (1840). “Lehrsatz aus einer Abhandlung über die Bernoullischen Zahlen”. 《Astronomische Nachrichten》 (독일어) 17 (22): 351–352. doi:10.1002/asna.18400172205.
14. ↑  Kummer, E. E. (1850). “Allgemeiner Beweis des Fermatschen Satzes, daß die Gleichung {\displaystyle x^{\lambda }+y^{\lambda }=z^{\lambda }} durch ganze Zahlen unlösbar ist, für alle diejenigen Potenz-Exponenten {\displaystyle \lambda }, welche ungerade Primzahlen sind und in den Zählern der ersten {\displaystyle {\tfrac {1}{2}}(\lambda -3)} Bernoullischen Zahlen als Factoren nicht vorkommen”. 《Journal für die reine und angewandte Mathematik》 (독일어) 1850 (40): 131–138. doi:10.1515/crll.1850.40.130. ISSN 0075-4102. |title=에 지움 문자가 있음(위치 62) (도움말)

- 김태균; 장이채 (2007). “수학사적 관점에서 오일러 및 베르누이 수와 리만 제타함수에 관한 탐구”. 《한국수학사학회지》 20 (4): 71–84. ISSN 1226-931X.
- Arlettaz, Dominique (1998). “Die Bernoulli-Zahlen: eine Beziehung zwischen Topologie und Gruppentheorie”. 《Mathematische Semesterberichte》 (독일어) 45 (1): 61–75. doi:10.1007/s005910050037. ISSN 0720-728X.
- Agoh, Takashi; Dilcher, Karl (2008년 3월). “Reciprocity relations for Bernoulli numbers”. 《The American Mathematical Monthly》 (영어) 115: 237–244. JSTOR 27642447.
- Arnold, V. I. (1991). “Bernoulli-Euler updown numbers associated with function singularities, their combinatorics and arithmetics”. 《Duke Mathematical Journal》 (영어) 63: 537–555. doi:10.1215/s0012-7094-91-06323-4.
- Ayoub, A. (1981). “Euler and the zeta function”. 《American Mathematical Monthly》 (영어) 74 (2): 1067–1086. doi:10.2307/2319041. JSTOR 2319041.
- Carlitz, L. (1968년 6월). “Bernoulli numbers” (PDF). 《The Fibonacci Quarterly》 (영어) 6 (3): 71–85.
- Entringer, R. C. (1966). “A combinatorial interpretation of the Euler and Bernoulli numbers”. 《Nieuw. Arch. V. Wiskunde》 (영어) 14: 241–6.
- Cvijović, Djurdje; Klinowski, Jacek (1995). “New formulae for the Bernoulli and Euler polynomials at rational arguments”. 《Proceedings of the American Mathematical Society》 (영어) 123: 1527–1535. doi:10.2307/2161144.